# Vähä Säynätjärvi (sjö i Joutsa, Mellersta Finland, 61,8 N, 26,19 Ö)
Vähä Säynätjärvi är en sjö i kommunen Joutsa i landskapet Mellersta Finland i Finland. Sjön ligger 97,7 meter över havet. Arean är 57 hektar och strandlinjen är 3,35 kilometer lång. Sjön  ingår i Kymmene älvs huvudavrinningsområde.   Den ligger omkring 54 kilometer söder om Jyväskylä och omkring 190 kilometer norr om Helsingfors. 